# Comunitat autònoma

La comunitat autònoma és la divisió administrativa de primer nivell de l'Estat Espanyol.
És a dir, una comunitat autònoma és un dels tres nivells d'autonomia en l'organització territorial d'Espanya, segons la constitució de l'Estat vigent (del 1978). Els altres dos són el municipi i la província, tot i que també hi ha comunitats autònomes amb vegueries i comarques, a més a més.
Aquest nivell d'autonomia correspon a l'administració del territori de nivell regional. D'acord amb l'article 143, les comunitats autònomes es conformen com a exercici del dret a l'autonomia reconegut per a les nacionalitats i regions que integren l'Estat espanyol. Aquestes comunitats autònomes són formades per províncies amb característiques històriques, culturals i econòmiques comunes o per territoris d'entitat regional històrica. Gaudeixen d'autonomia legislativa i competències exclusives així com de la facultat d'administrar-se mitjançant llurs propis representants.
A partir de la promulgació de la Constitució, el 1978, va començar un procés de devolució de poders, com a dret i no pas com a obligació per a les nacionalitats i regions, per mitjà del qual, amb el pas dels anys, ha dut a la formació de disset comunitats autònomes i dues ciutats autònomes.
Des del 2003 i per a fins estadístics, basats en les normatives europees i fixades per l'Eurostat, es troben les unitats NUTS en vigor a la Unió Europea. Les disset comunitats autònomes espanyoles es veuen classificades als nivells NUTS-2.

## De la formació de les comunitats autònomes
La constitució espanyola reconeix i garanteix el dret a l'autonomia per a les nacionalitats i regions que integren l'Estat. Podien accedir a l'autonomia:
- Dues o més províncies limítrofes amb característiques històriques, culturals i econòmiques comunes;
- els territoris insulars; i
- una província d'entitat regional històrica.

Tanmateix, les Corts Generals tenen el dret a:
- autoritzar la constitució d'una comunitat autònoma per motius d'interès nacional encara que el seu àmbit territorial no superi el d'una província i no reuneixi les condicions anteriors; i
- autoritzar o acordar un estatut d'autonomia a territoris que no es trobin integrats en l'organització provincial.

Basant-se en les estipulacions constitucionals anteriors es van conformar, entre 1979 i 1996 disset comunitats autònomes i dues ciutats autònomes:
- Andalusia, Catalunya, Euskadi i Galícia (com a "nacionalitats històriques"), així com l'Aragó, el País Valencià, Castella i Lleó, Castella - la Manxa, i Extremadura van accedir a l'autonomia com a comunitats pluriprovincials;
- Canàries i les Illes Balears van accedir a l'autonomia com a territoris insulars;
- Cantàbria, Astúries, La Rioja i la Regió de Múrcia van accedir a l'autonomia com a comunitats uniprovincials d'entitat regional històrica, així com Navarra, encara que aquesta última ho va fer per mitjà de l'actualització i millorament dels seus furs;[13]
- la Comunitat de Madrid va accedir a l'autonomia per motius d'interès nacional;[14] i
- Ceuta i Melilla, com a ciutats, van accedir a llur autonomia per autorització de les Corts Generals, encara que no es troben integrades en l'organització provincial.

## De l'organització interna de les comunitats autònomes
Les comunitats autònomes tenen com a norma institucional bàsica un estatut d'autonomia. Els estatuts d'autonomia fan constar la denominació de la comunitat segons la seva identitat històrica; la delimitació del territori, la denominació, l'organització i la seu de les institucions de govern; i les competències que assumeixen dins el marc establert per la constitució.
L'organització institucional autonòmica estipulada en els estatuts d'autonomia es basa en una divisió de poders integrada per:
- una assemblea legislativa autonòmica, els integrants de la qual són elegits per sufragi universal d'acord amb un sistema de representació proporcional que asseguri la representació de les diverses zones que integren el territori; l'Assemblea té la facultat legislativa;
- un Consell de Govern, amb funcions executives i administratives, encapçalat per un President, elegit per l'Assemblea entre els seus membres i nomenat pel rei d'Espanya; el president dirigeix el Consell de Govern i ostenta la suprema representació de la comunitat respectiva i l'ordinària de l'Estat dins d'aquella; tant el president com els membres del Consell de Govern són responsables políticament davant l'Assemblea;
- un Tribunal Superior de Justícia, sens prejudici de la jurisdicció que correspon al Tribunal Suprem de l'Estat, que culmina l'organització judicial dins l'àmbit territorial de la comunitat autònoma.

Ja que la devolució d'autonomia a Espanya s'ha fet d'una manera asimètrica, no totes les comunitats autònomes gaudeixen de les mateixes competències autonòmiques. Una de les diferències principals és la competència fiscal, que divideix les autonomies en dos grups generals, amb diferències entre llurs membres:
- les comunitats forals (Euskadi i Navarra), que gaudeixen d'autonomia fiscal; i
- les comunitats de règim comú (la resta), que no gaudeixen d'autonomia fiscal, però poden conservar un percentatge dels impostos recaptats internament, així com recaptar altres impostos, taxes i contribucions especials.

## Competències
Les competències estan distribuïdes entre les comunitats autònomes i l'Estat central segons els articles 148 i 149 de la Constitució. Les competències són exclusives de l'Estat, exclusives de la comunitat autònoma o compartides. L'Estat central, a més, pot cedir competències amb les lleis marc i les lleis de transferència o delegació i llevar-ne amb les lleis d'harmonització.
Les competències que posseeixen les comunitats autònomes són d'algun dels dos tipus: la competència de crear els seus propis òrgans i institucions i la competència de poder gestionar assumptes relatius a elles. La manera d'atribuïr de manera definitiva les competències del segon tipus és la que genera més conflictes.
El poder judicial queda absolutament exclòs en el repartiment de les competències a altra organització que no siga l'Estat central.
Per a resoldre els freqüents conflictes de competències hi ha establerts dos mecanismes judicials: mitjançant la jurisdicció contenciosa-administrativa per al control dels òrgans administratius i mitjançant el Tribunal Constitucional per als conflictes de competència.

## Llista de comunitats autònomes
| Bandera                      | Nom                                              | Capital                                                          | Províncies                   | Capital provincial             | Localització        |
| ---------------------------- | ------------------------------------------------ | ---------------------------------------------------------------- | ---------------------------- | ------------------------------ | ------------------- |
| Bandera d'Andalusia          | Andalusia — [an. Andaluçía]                      | Sevilla — [an. Çebiya]                                           | Almeria — [an. Armería]      | Almeria — [an. Armería]        | Andalusia           |
| Bandera d'Andalusia          | Andalusia — [an. Andaluçía]                      | Sevilla — [an. Çebiya]                                           | Cadis — [an. Cádî]           | Cadis — [an. Cádî]             | Andalusia           |
| Bandera d'Andalusia          | Andalusia — [an. Andaluçía]                      | Sevilla — [an. Çebiya]                                           | Còrdova — [an. Córdoba]      | Còrdova — [an. Córdoba]        | Andalusia           |
| Bandera d'Andalusia          | Andalusia — [an. Andaluçía]                      | Sevilla — [an. Çebiya]                                           | Granada — [an. Graná]        | Granada — [an. Graná]          | Andalusia           |
| Bandera d'Andalusia          | Andalusia — [an. Andaluçía]                      | Sevilla — [an. Çebiya]                                           | Huelva — [an. Guerba]        | Huelva — [an. Guerba]          | Andalusia           |
| Bandera d'Andalusia          | Andalusia — [an. Andaluçía]                      | Sevilla — [an. Çebiya]                                           | Jaén — [an. Haén]            | Jaén — [an. Haén]              | Andalusia           |
| Bandera d'Andalusia          | Andalusia — [an. Andaluçía]                      | Sevilla — [an. Çebiya]                                           | Màlaga — [an. Málaga]        | Màlaga — [an. Málaga]          | Andalusia           |
| Bandera d'Andalusia          | Andalusia — [an. Andaluçía]                      | Sevilla — [an. Çebiya]                                           | Sevilla — [an. Çebiya]       | Sevilla — [an. Çebiya]         | Andalusia           |
| Aragó                        | Aragó                                            | Saragossa — [ar. Zaragoza]                                       | Osca — [ar. Uesca]           | Osca — [ar. Uesca]             | Aragó               |
| Aragó                        | Aragó                                            | Saragossa — [ar. Zaragoza]                                       | Terol — [ar. Tergüel]        | Terol — [ar. Tergüel]          | Aragó               |
| Aragó                        | Aragó                                            | Saragossa — [ar. Zaragoza]                                       | Saragossa — [ar. Zaragoza]   | Saragossa — [ar. Zaragoza]     | Aragó               |
| Astúries                     | Principat d'Astúries — [as. Asturies]            | Oviedo — [as. Uviéu]                                             | Astúries — [as. Asturies]    | Oviedo — [as. Uviéu]           | Astúries            |
| Illes Balears                | Illes Balears                                    | Palma                                                            | Illes Balears                | Palma                          | Illes Balears       |
| País Basc                    | País Basc — [eu. Euskadi]                        | Vitòria — [eu. Gasteiz]                                          | Àlaba — [eu. Araba]          | Vitòria — [eu. Gasteiz]        | País Basc           |
| País Basc                    | País Basc — [eu. Euskadi]                        | Vitòria — [eu. Gasteiz]                                          | Guipúscoa — [eu. Gipuzkoa]   | Sant Sebastià — [eu. Donostia] | País Basc           |
| País Basc                    | País Basc — [eu. Euskadi]                        | Vitòria — [eu. Gasteiz]                                          | Biscaia — [eu. Bizkaia]      | Bilbao — [eu. Bilbao / Bilbo]  | País Basc           |
| Illes Canàries               | Canàries — [es. Canarias]                        | Santa Cruz de Tenerife i Las Palmas de Gran Canaria (compartida) | Las Palmas                   | Las Palmas de Gran Canaria     | Canàries            |
| Illes Canàries               | Canàries — [es. Canarias]                        | Santa Cruz de Tenerife i Las Palmas de Gran Canaria (compartida) | Santa Cruz de Tenerife       | Santa Cruz de Tenerife         | Canàries            |
| Cantàbria                    | Cantàbria — [es. Cantabria]                      | Santander                                                        | Cantàbria — [es. Cantabria]  | Santander                      | Cantàbria           |
| Castella-la Manxa            | Castella - la Manxa — [es. Castilla - La Mancha] | Toledo                                                           | Albacete                     | Albacete                       | Castella - la Manxa |
| Castella-la Manxa            | Castella - la Manxa — [es. Castilla - La Mancha] | Toledo                                                           | Ciudad Real                  | Ciudad Real                    | Castella - la Manxa |
| Castella-la Manxa            | Castella - la Manxa — [es. Castilla - La Mancha] | Toledo                                                           | Conca — [es. Cuenca]         | Conca — [es. Cuenca]           | Castella - la Manxa |
| Castella-la Manxa            | Castella - la Manxa — [es. Castilla - La Mancha] | Toledo                                                           | Guadalajara                  | Guadalajara                    | Castella - la Manxa |
| Castella-la Manxa            | Castella - la Manxa — [es. Castilla - La Mancha] | Toledo                                                           | Toledo                       | Toledo                         | Castella - la Manxa |
| Castella i Lleó              | Castella i Lleó — [es. Castilla y León]          | Valladolid                                                       | Àvila — [es. Ávila]          | Àvila — [es. Ávila]            | Castella i Lleó     |
| Castella i Lleó              | Castella i Lleó — [es. Castilla y León]          | Valladolid                                                       | Burgos                       | Burgos                         | Castella i Lleó     |
| Castella i Lleó              | Castella i Lleó — [es. Castilla y León]          | Valladolid                                                       | Lleó — [es. León]            | Lleó — [es. León]              | Castella i Lleó     |
| Castella i Lleó              | Castella i Lleó — [es. Castilla y León]          | Valladolid                                                       | Palència — [es. Palencia]    | Palència — [es. Palencia]      | Castella i Lleó     |
| Castella i Lleó              | Castella i Lleó — [es. Castilla y León]          | Valladolid                                                       | Salamanca                    | Salamanca                      | Castella i Lleó     |
| Castella i Lleó              | Castella i Lleó — [es. Castilla y León]          | Valladolid                                                       | Segòvia — [es. Segovia]      | Segòvia — [es. Segovia]        | Castella i Lleó     |
| Castella i Lleó              | Castella i Lleó — [es. Castilla y León]          | Valladolid                                                       | Sòria — [es. Soria]          | Sòria — [es. Soria]            | Castella i Lleó     |
| Castella i Lleó              | Castella i Lleó — [es. Castilla y León]          | Valladolid                                                       | Valladolid                   | Valladolid                     | Castella i Lleó     |
| Castella i Lleó              | Castella i Lleó — [es. Castilla y León]          | Valladolid                                                       | Zamora                       | Zamora                         | Castella i Lleó     |
| Catalunya                    | Catalunya                                        | Barcelona                                                        | Barcelona                    | Barcelona                      | Catalunya           |
| Catalunya                    | Catalunya                                        | Barcelona                                                        | Girona                       | Girona                         | Catalunya           |
| Catalunya                    | Catalunya                                        | Barcelona                                                        | Lleida                       | Lleida                         | Catalunya           |
| Catalunya                    | Catalunya                                        | Barcelona                                                        | Tarragona                    | Tarragona                      | Catalunya           |
| Extremadura                  | Extremadura                                      | Mèrida — [es. Mérida]                                            | Badajoz                      | Badajoz                        | Extremadura         |
| Extremadura                  | Extremadura                                      | Mèrida — [es. Mérida]                                            | Càceres — [es. Cáceres]      | Càceres — [es. Cáceres]        | Extremadura         |
| Galícia                      | Galícia — [gal. Galiza o Galicia]                | Santiago de Compostel·la — [gal. Santiago de Compostela]         | La Corunya — [gal. A Coruña] | La Corunya — [gal. A Coruña]   | Galícia             |
| Galícia                      | Galícia — [gal. Galiza o Galicia]                | Santiago de Compostel·la — [gal. Santiago de Compostela]         | Lugo                         | Lugo                           | Galícia             |
| Galícia                      | Galícia — [gal. Galiza o Galicia]                | Santiago de Compostel·la — [gal. Santiago de Compostela]         | Ourense                      | Ourense                        | Galícia             |
| Galícia                      | Galícia — [gal. Galiza o Galicia]                | Santiago de Compostel·la — [gal. Santiago de Compostela]         | Pontevedra                   | Pontevedra                     | Galícia             |
| Comunitat Autònoma de Madrid | Comunitat de Madrid — [es. Comunidad de Madrid]  | Madrid                                                           | Madrid                       | Madrid                         | Comunitat de Madrid |
| Múrcia                       | Regió de Múrcia — [es. Región de Murcia]         | Múrcia (executiva) i Cartagena (legislativa)                     | Múrcia — [es. Murcia]        | Múrcia — [es. Murcia]          | Múrcia              |
| Navarra                      | Navarra — [eu. Nafarroa]                         | Pamplona — [eu. Iruña]                                           | Navarra — [eu. Nafarroa]     | Pamplona — [eu. Iruña]         | Navarra             |
| Rioja                        | La Rioja                                         | Logronyo — [es. Logroño]                                         | La Rioja                     | Logronyo — [es. Logroño]       | La Rioja            |
| País Valencià                | País Valencià — [of. Comunitat Valenciana]       | València                                                         | Alacant                      | Alacant                        | País Valencià       |
| País Valencià                | País Valencià — [of. Comunitat Valenciana]       | València                                                         | Castelló                     | Castelló de la Plana           | País Valencià       |
| País Valencià                | País Valencià — [of. Comunitat Valenciana]       | València                                                         | València                     | València                       | País Valencià       |

| Bandera | Ciutats autònomes | Localització |
| ------- | ----------------- | ------------ |
| Ceuta   | Ceuta             | Ceuta        |
| Melilla | Melilla           | Melilla      |